# Eroski
El Grup Eroski és una cooperativa basca dedicada a la distribució. És una de les empreses que integren el grup Mondragón Corporación Cooperativa. El mot Eroski és una contracció de les paraules en eusquera "erosi" (comprar) i "toki" (lloc), traduïble com "lloc on comprar".

## Xarxa comercial
L'empresa té en l'actualitat 2441 punts de venda repartits entre 114 hipermercats (Eroski), 1029 supermercats (Eroski i Caprabo), 274 agències de viatges (Eroski/Viajes), 53 benzineres, 44 botigues d'articles esportius (Forum Sport), 300 perfumeries (IF), 4 botigues d'oci i cultura (Abac) i 27 plataformes logístiques.
Els seus supermercats es diversifiquen en les cadenes Eroski Center, Eroski City, Eroski Merca i Eroski Aliprox.

## Cronologia d'Eroski
- 1969: naix Eroski de la unió de deu cooperatives de consum amb la intenció de simplificar i abaratir les seves operacions.
- 1978: Eroski és la primera cadena de supermercats d'Espanya a llançar una línia de productes de marca blanca.
- 1981: Eroski obre el seu primer hipermercat a Vitòria i comença a diversificar les línies de negoci obrint l'agència de viatges Eroski/Viajes.
- 1993: s'obre la primera benzinera Eroski.
- 2000: es crea el canal de vendes per Internet.
- 2004: la cooperativa valenciana Consum abandona el grup.
- 2007: Eroski adquireix el 75% de Caprabo.
- 2014: Renegociació del deute (3000 M€) amb els bancs.[3]

## Galeria d'imatges

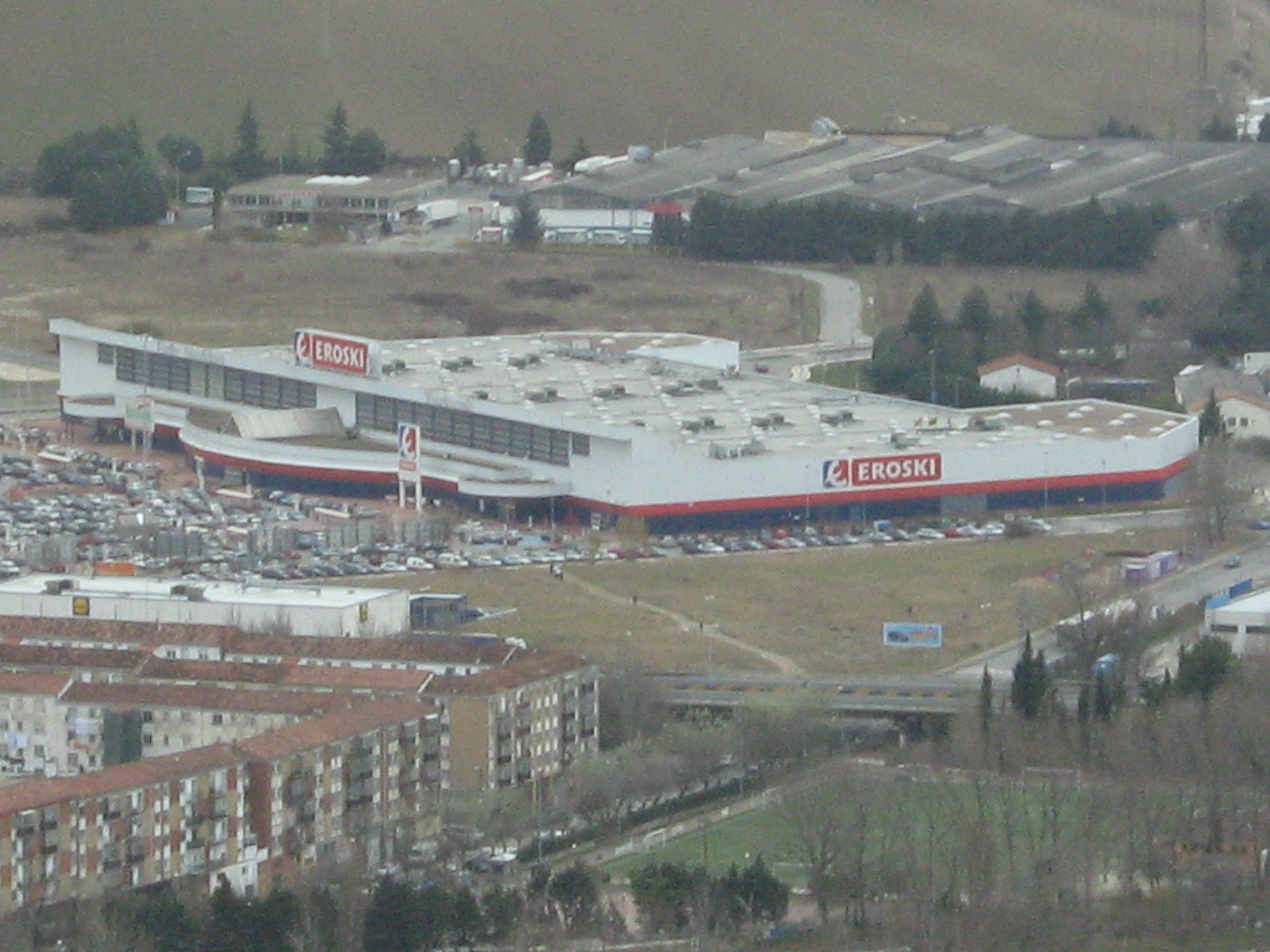
Un hipermercat Eroski de Pamplona
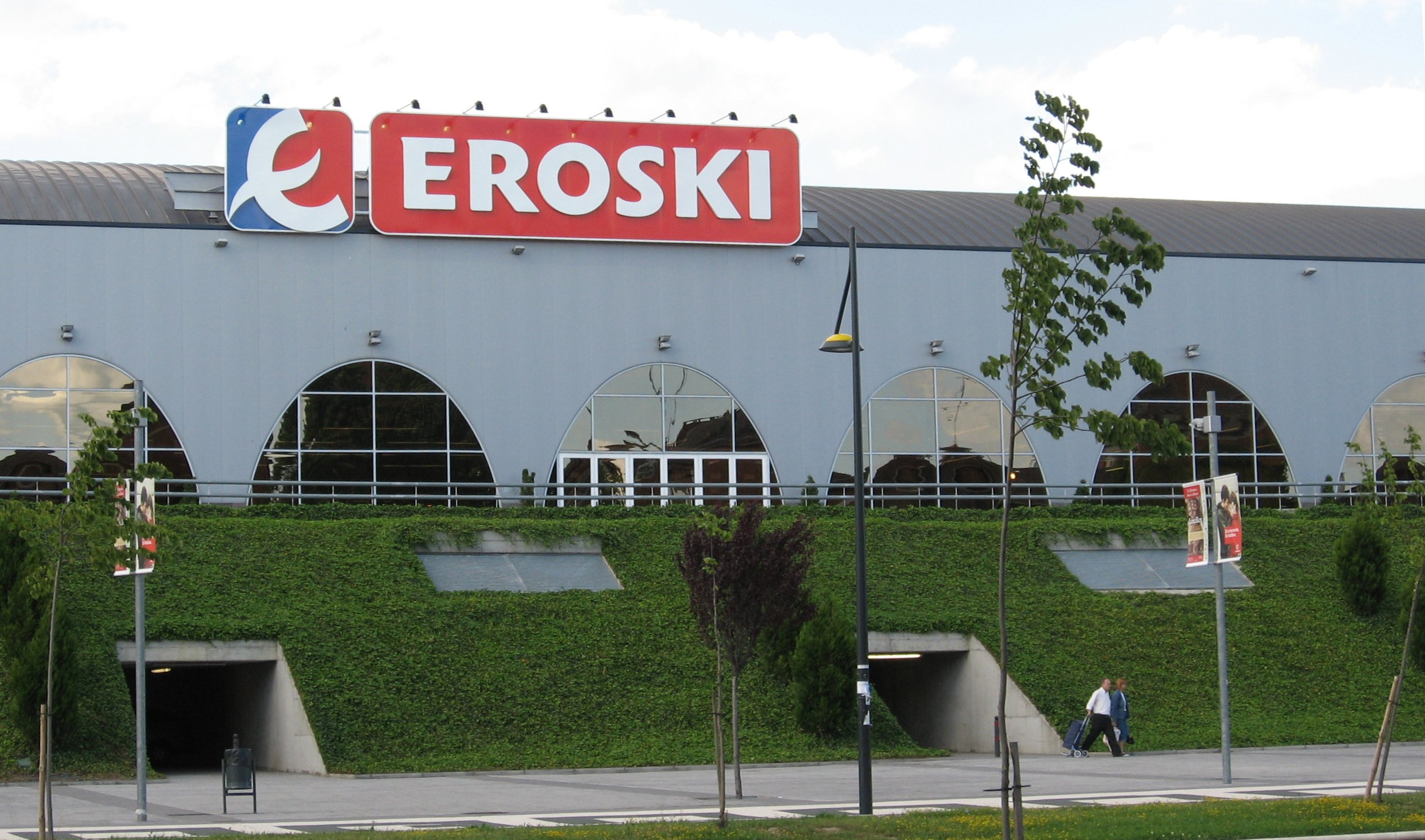
Centre Comercial Eroski de Vitòria
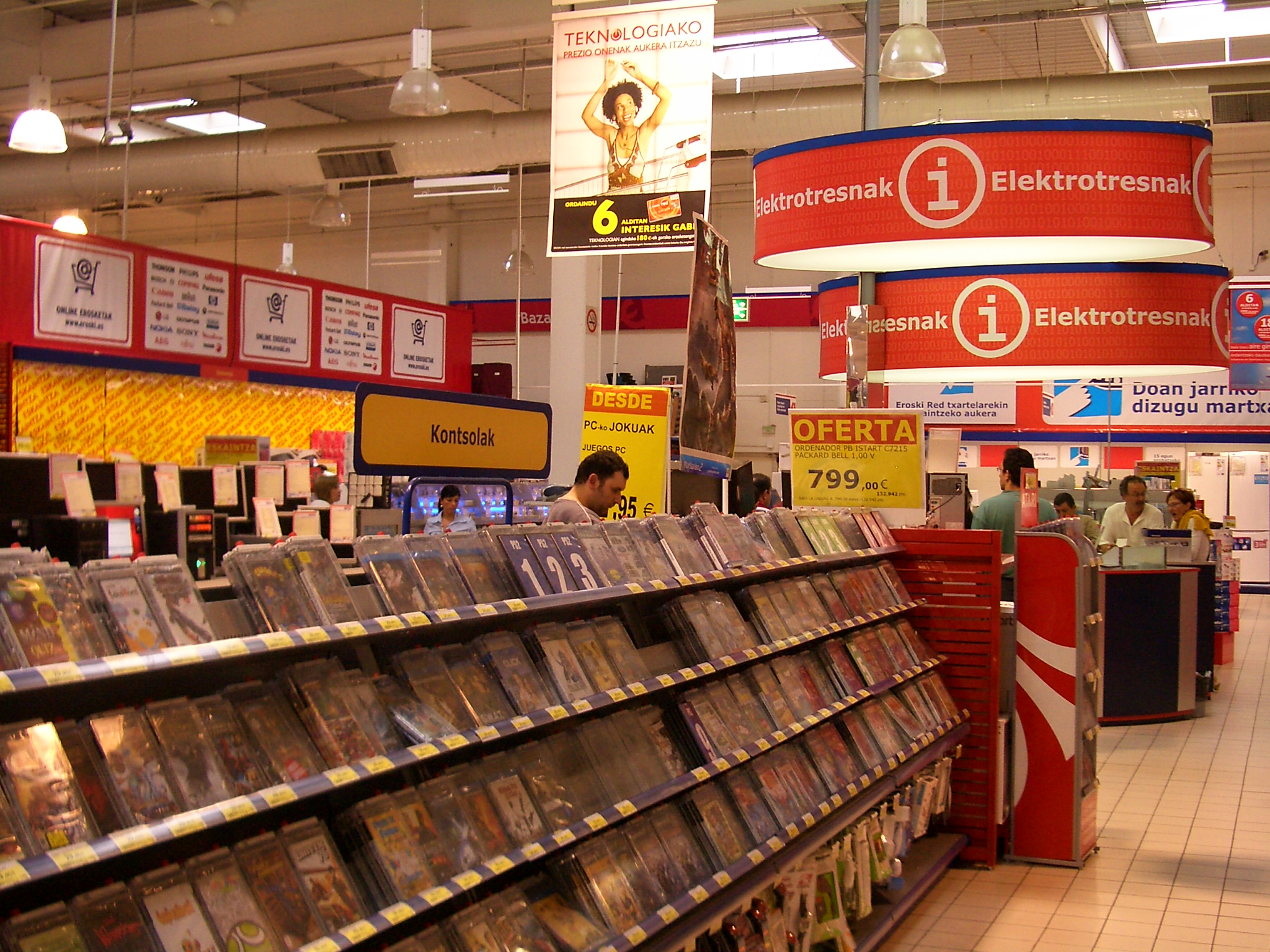
Interior d'un hipermercat d'Arrasate